# Bad Schinznach

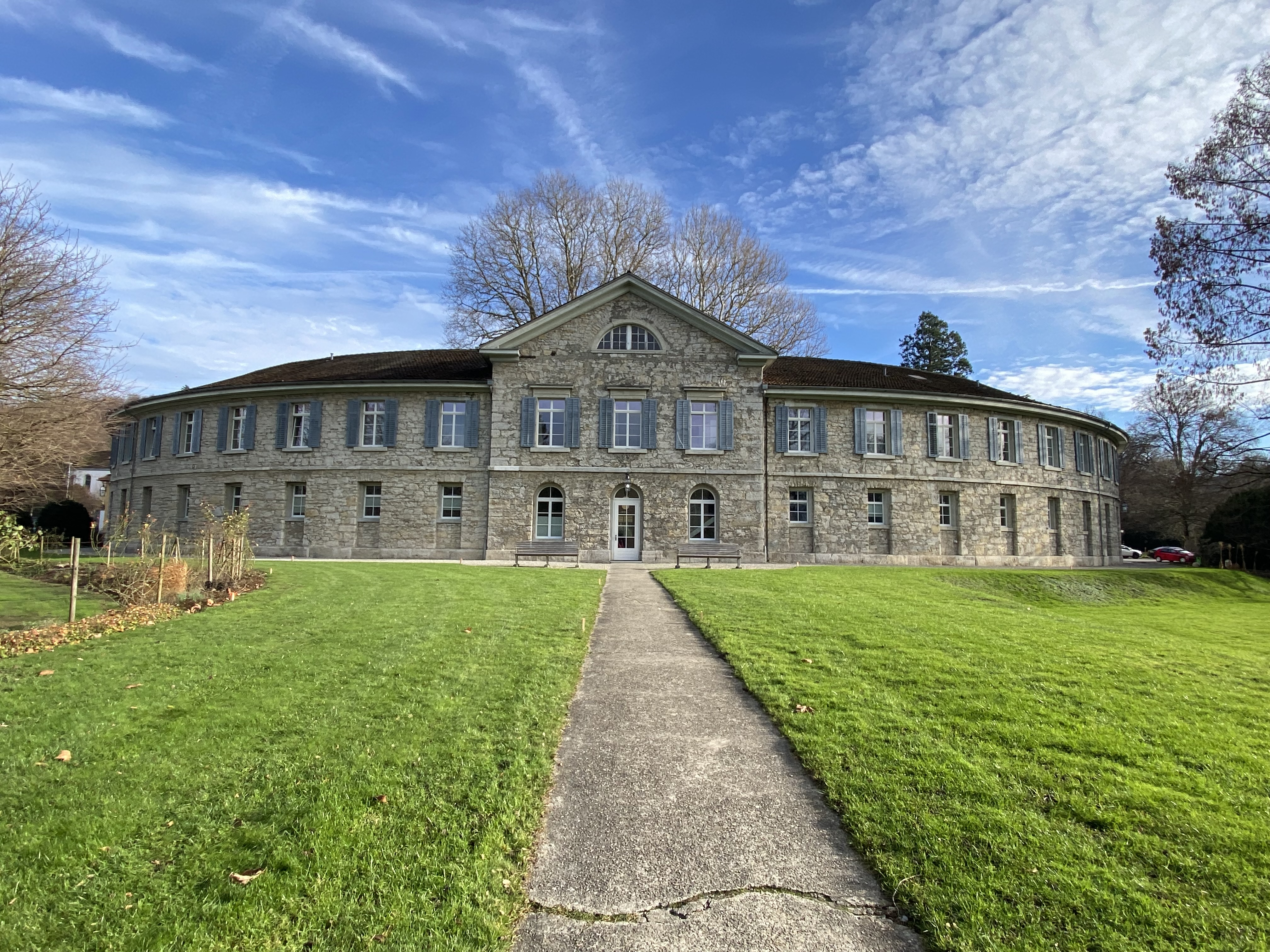
Bad Schinznach Rundbau, 1824/27 von Hans Konrad Stadler erbaut.

Bad Schinznach ist eine Hotel- und Kuranlage in Schinznach Bad, seit 2020 ein Stadtteil von Brugg. 1651 wurde die schwefelstoffhaltige Quelle erstmals entdeckt und ab 1654 genutzt. 1670 verschüttete ein Hochwasser die Quelle, die erst 1690 wiederentdeckt wurde. 1696 erteilte der Kleine Rat von Bern die Konzession zur Nutzung, und rasch entwickelte sich das Bad zu einem der bekanntesten Bäder der Alten Eidgenossenschaft. Im 18. Jahrhundert war Bad Schinznach Modebad von europäischer Bedeutung und Gründungsort der Helvetischen Gesellschaft. Nach dem Bau des klassizistischen Rundbaus 1824/1827 mit einzelnen Badekabinen und Hotelzimmern besuchten vorwiegend französische und britische Gäste die luxuriösen Einrichtungen und brachten Tennis und Golf in den Kanton Aargau. Daneben war Bad Schinznach immer auch ein Ort der Heilung für kranke Menschen. Das veränderte Freizeitverhalten im 20. Jahrhundert führte zu einem schrittweisen Niedergang, der dank Investoren Ende der 1980er-Jahre gestoppt und rückgängig gemacht werden konnte. Heute gibt es in Bad Schinznach verschiedene Wellnessanlagen («Aquarena Fun», «Thermi Spa»), Kliniken (Privat-Klinik «Im Park», «aarReha»), ein Hotel (Kurhotel «Im Park») sowie Freizeiteinrichtungen (Pitch & Putt, Tennis- und Golfplatz).

## Lage
Bad Schinznach befindet sich im Brugger Stadtteil Schinznach-Bad im Kanton Aargau. Es liegt an der Grenze zum Jura im Aaretal, genauer gesagt direkt an der Aare. Wenige hundert Meter nach dem Bad verläuft die Autobahn A3 Richtung Basel. Umgeben ist die Region von dem Linnerberg, dem Bözberg und dem Wülpelsberg mit dem Schloss Habsburg.

## Geologie

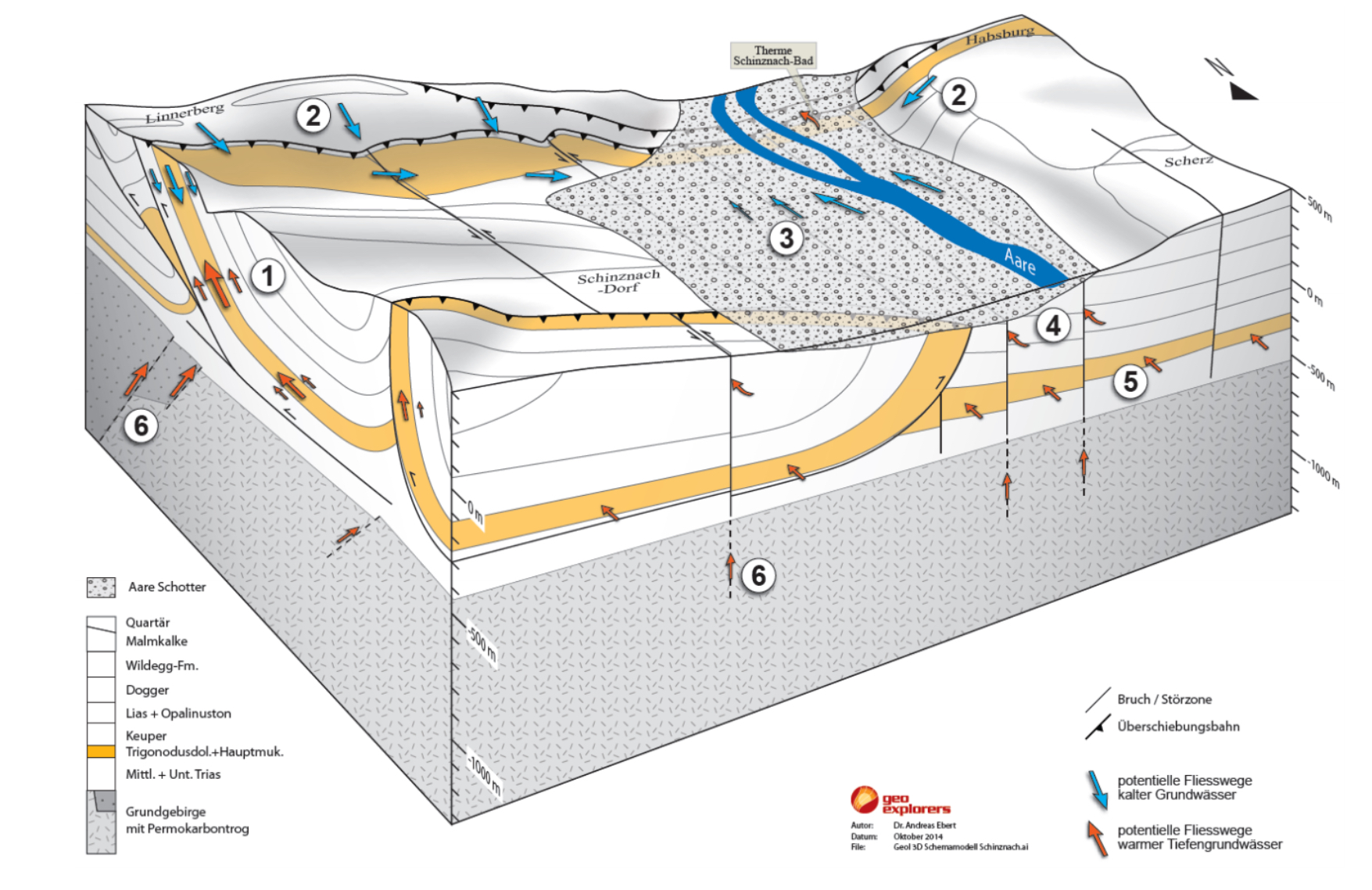
Die tektonische Struktur im Raum Schinznach

Aus der Thermalquelle Bad Schinznach tritt warmes, schwefelstoffhaltiges Wasser aus, welches aus den Tiefen der Gesteinsschichten im Grenzbereich zwischen dem Faltenjura und der nördlich angrenzenden Vorfaltenzone kommt. Es wird vom artesischen Druck im Tal zwischen dem Linnerberg im Westen und dem Wülpelsberg im Osten an die Oberfläche gedrückt. Die Thermalquelle gehört zu den Heilwässern im Kanton Aargau. Kanton und Gemeinden sind gemäss Kantonsverfassung verpflichtet, Heilquellen und Heilbäder sowie deren Ruhe- und Erholungslandschaft zu schützen. 2018 genehmigte der Grossrat den kantonalen Nutzungsplan zum Schutz der Thermalquelle Bad Schinznach.

## Geschichte

### 17. Jahrhundert

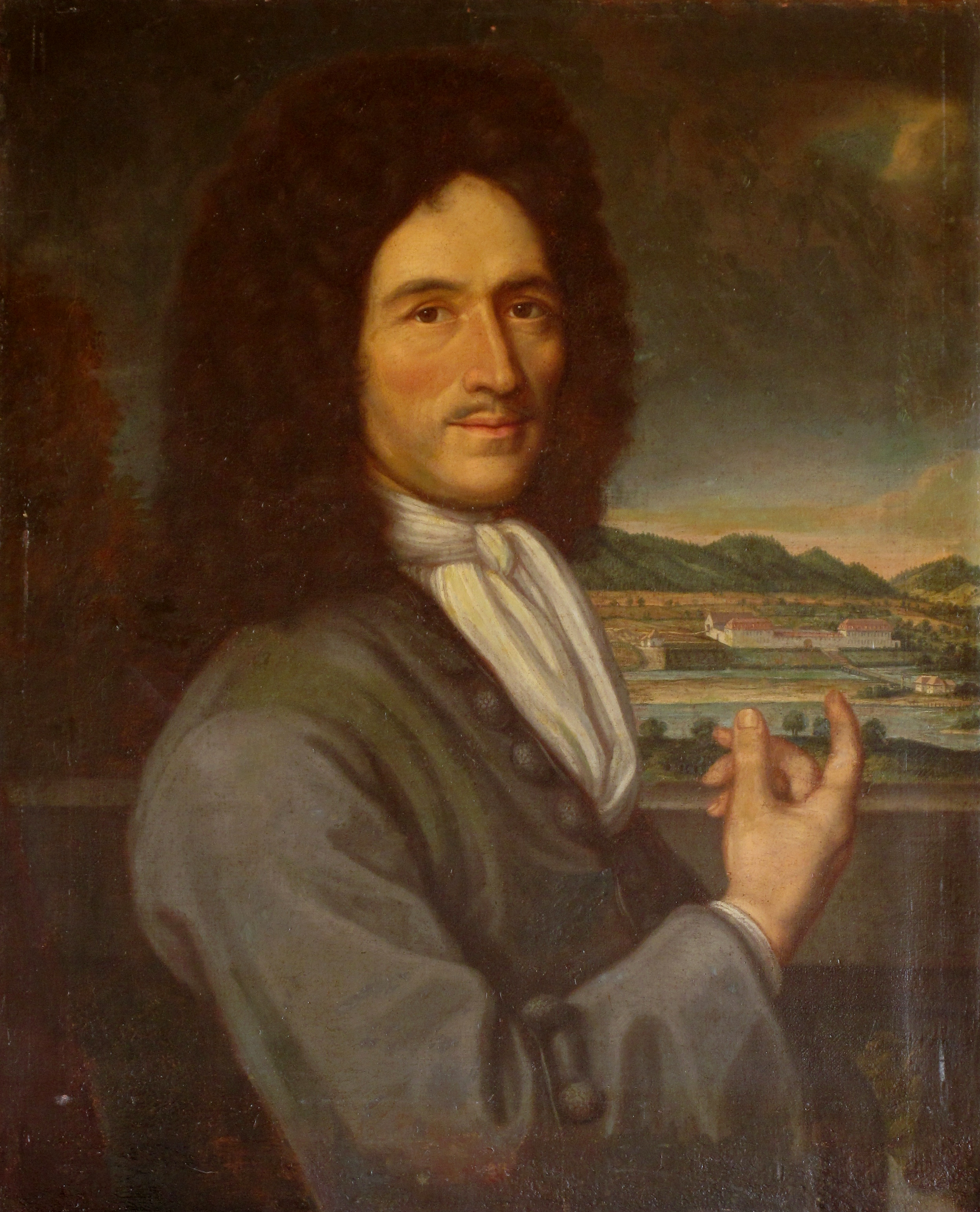
Samuel Jenner, im Hintergrund die Jennerhäuser in Schinznach, Bildnis von Johannes Dünz (1704)

Nachdem die Aare 1651 nach einer Überschwemmung ihren Lauf geändert hatte, fand man in der Nähe des Hofes «Gottines-Husum» eine heisse, nach Schwefel riechende Quelle. Der bernische Kleine Rat liess sie 1654 untersuchen und kam zum Schluss, dass die Lage der Quelle neben der Aare nicht ideal sei, da es zu Überschwemmungen kommen konnte. Man fand auch heraus, dass die Quelle heilende Kräfte besass. Trotzdem durfte die Stadt Brugg 1657 eigene Nachforschungen anstellen und dann die Quelle fassen. Samuel Nöthiger, ehemaliger Berner Landvogt im Schenkenbergertal, interessierte sich ebenfalls für die Nutzung der Quelle. Es gelang ihm 1660, die Brugger bei der Vergabe der Badekonzession auszustechen. Die Anlage dürfte damals bereits aus zwei Gebäuden, einer Scheune und zwei Badehäusern bestanden haben.
Die Heilquelle gewann schnell an Beliebtheit, die Badeanlage wurde jedoch 1670 durch ein erneutes Hochwasser weggespült. Nach langem Suchen fand der Zürcher Lienhard Bindschedler 1690 die Quelle wieder. Eine nichtständige Kommission des Berner Rats konstatierte 1692 vor Ort die Wiederentdeckung der Quelle. Der Hofmeister von Königsfelden und die Landvögte von Lenzburg und Schenkenberg erhielten den Auftrag, die Insel, auf der die Quelle gefunden worden war, mit dem Festland zu verbinden. Noch im gleichen Sommer dürften die ersten Gäste in einfachen Holzzubern gebadet haben. 1693 beauftragte der Berner Rat einen Badmann, das sogenannte «Schachenhaus» zu führen. Bern hatte aber kein Interesse, das unternehmerische Risiko selber zu tragen. 1695 bewarb sich der bernische Stadtwerkmeister Samuel Jenner beim Rat erfolgreich um die Nutzungsrechte der Quelle. Sogleich fing er den Bau eines ersten Gasthauses an.

### 18. Jahrhundert

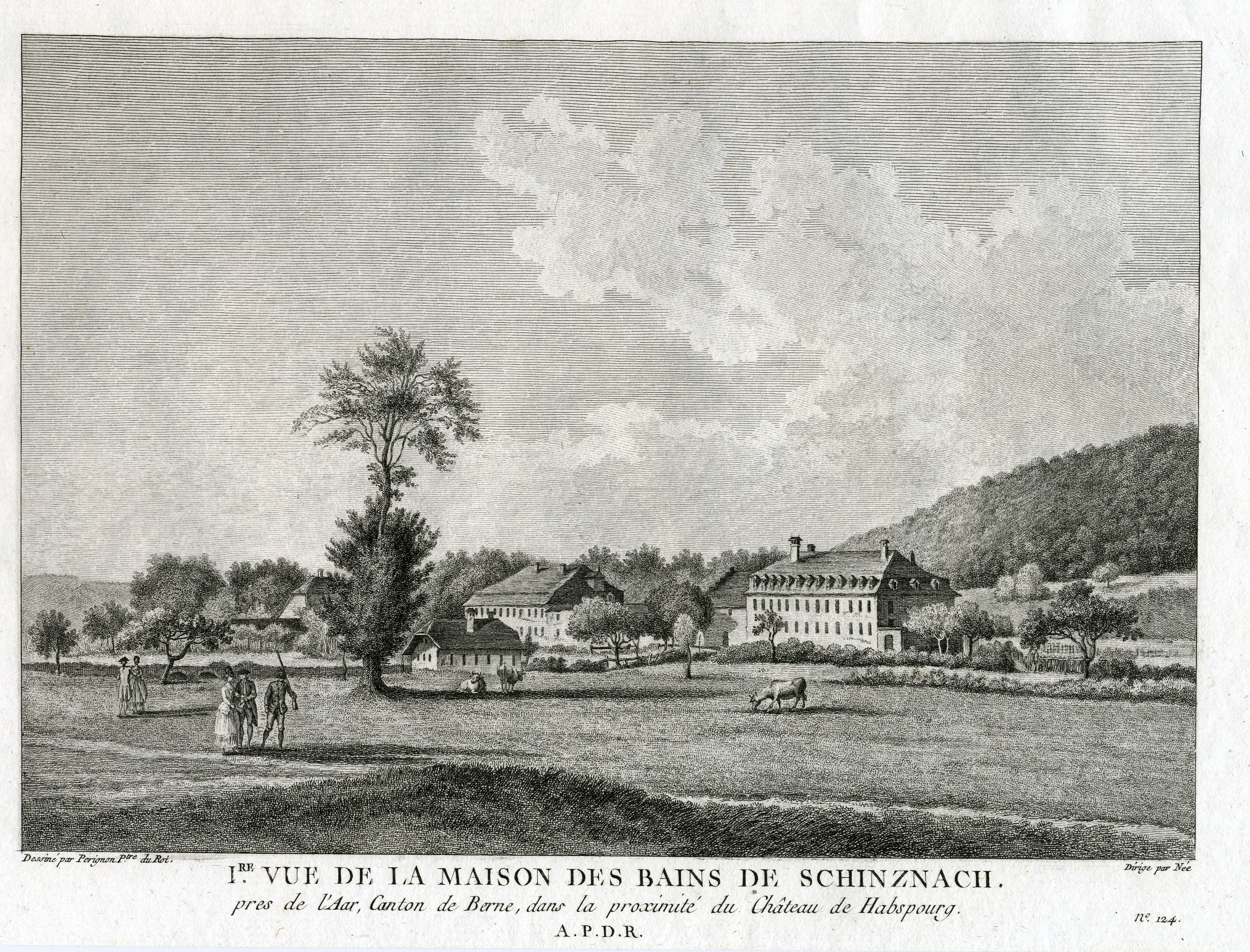
Bains de Schinznach (1780)

1700 schickte Bern erstmals seine Kranken nicht mehr nach Baden, sondern nach Schinznach. 1703 liess Samuel Jenner ein zweites Gasthaus bauen, das es durch eine Mauer mit dem ersten Gebäude verband. Östlich davon wurde 1706 eine Scheune gebaut, die «Massena-Scheune». Jenner wusste, dass er Werbung für sein Bad machen musste und lud deshalb Ärzte ein in das Bad zu kommen und Artikel über die Quelle und deren Heilkräfte zu veröffentlichen. Das Bad war in ganz Europa bekannt, da körperliche Schmerzen im Wasser gelindert wurden. Es galt als Modebad; aus ganz Europa kamen Gäste nach Schinznach. Die Popularität zeigte sich etwa darin, dass Schinznach in einem zeitgenössischen Robinson-Roman (aus den Niederlanden mit dem Titel Baron von Schinznach erschien).
1728 übernahm Abraham Morell von seinem Schwiegervater den Betrieb. Er baute für die reicheren Gäste in dem verbindenden Mauergang einen Gesellschaftssaal. Für die Armen liess er 1738 ein Armenbad erbauen, womit der die Bestimmung der Konzession von 1696 erfüllte. Auf Anregung des Baslers Isaak Iselin trafen sich aufklärerische Kräfte einmal im Jahr von 1761 bis 1779 im Bad Schinznach. Dabei gründeten sie die Helvetische Gesellschaft. Bad Schinznach gilt deshalb auch als das «Rütli der modernen Schweiz». Anstelle des Armenbades wurde 1787 das «Bernerhaus» gebaut, um Patienten des Berner Inselspitals dort unterzubringen. Von etwa 1798 bis 1800 war der Stab des französischen Generals André Masséna im Badegasthaus einquartiert, was den Kurbetrieb zum Erliegen brachte. Schliesslich reiste der General ab, ohne seine Rechnung zu begleichen.

### 19. Jahrhundert

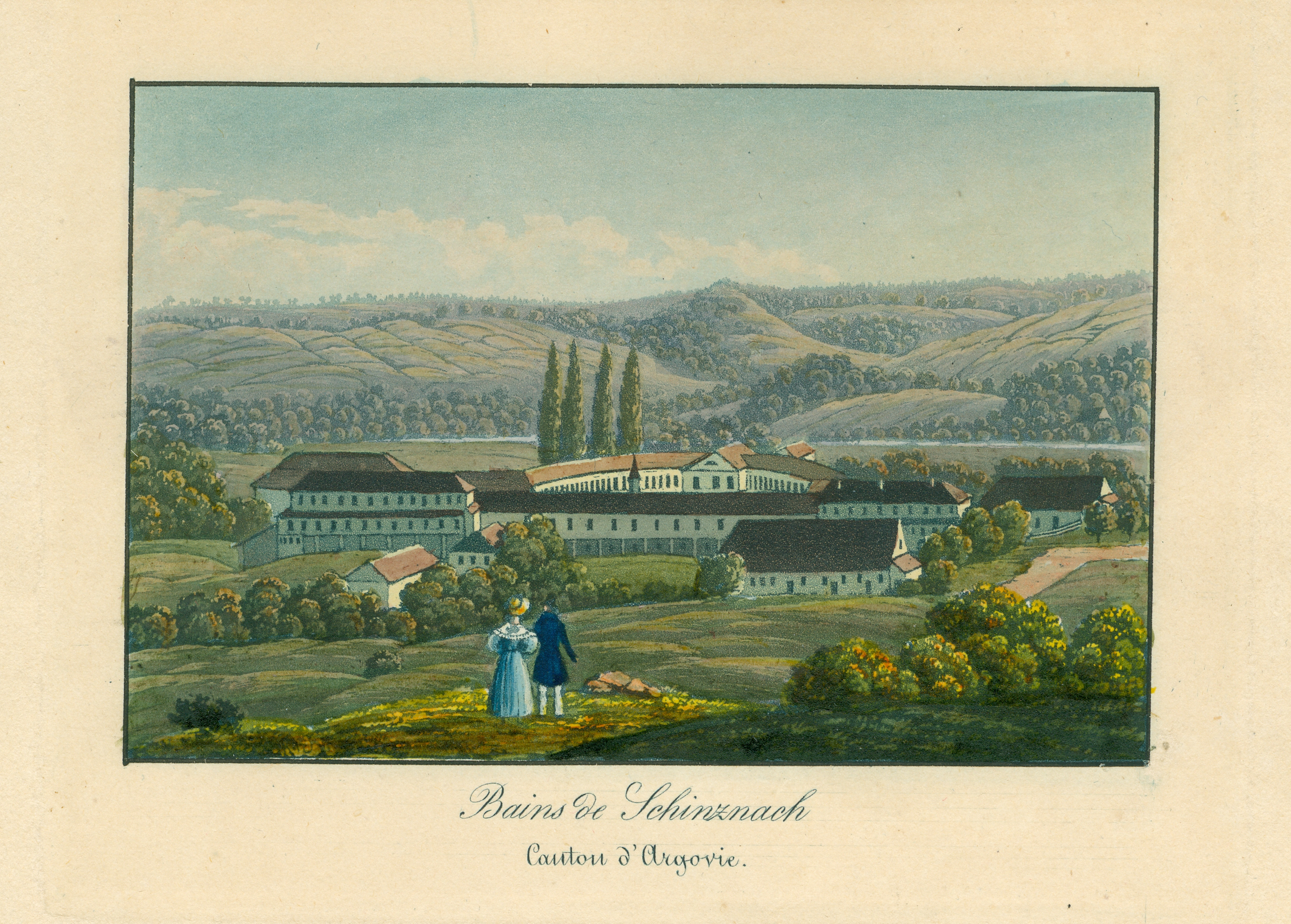
Bad Schinznach (1850)

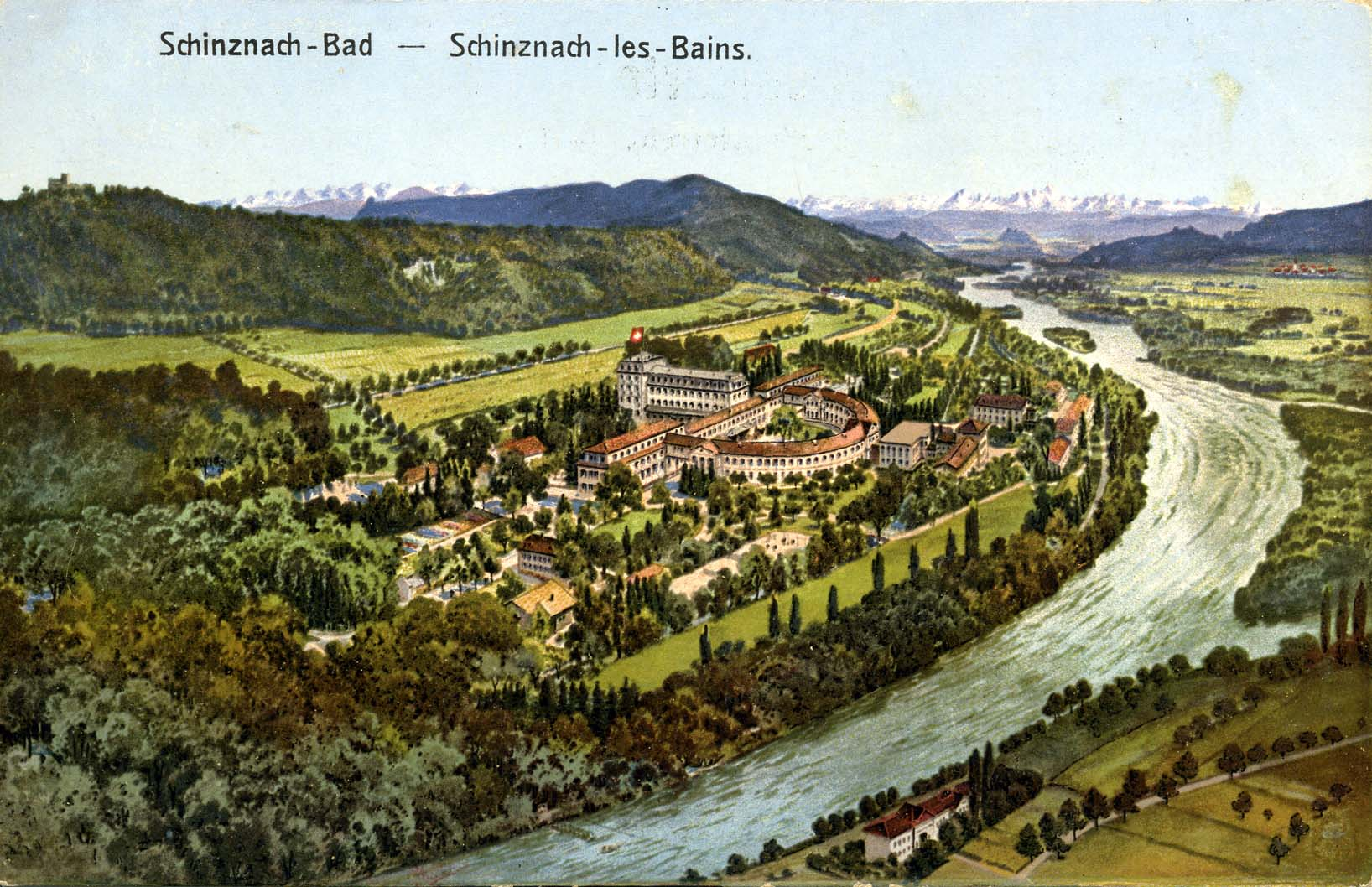
Bad Schinznach (um 1900)

Nach den Wirren der napoleonischen Kriege erlebte das Bad mit den Besitzern Gottlieb Rohr (1769–1844) und dessen Schwager Johann Rauschenbach (1770–1840) einen neuen Aufschwung. 1809 wurde die Verbindungsgalerie zwischen den beiden Hauptgebäuden aufgelöst und durch eine Kolonnade mit darüberliegendem grossen Speisesaal ersetzt. Der Rundbau, der im unteren Stockwerk Badekabinen und im oberen Stock Hotelzimmer enthielt, wurde von 1824 bis 1827 nach den Plänen von Hans Konrad Stadler errichtet. Ausserdem wurde der Fischteich zugeschüttet. Das Bad Schinznach war modern für seine Zeit, denn es hatte warmes Wasser (Erwärmung durch Kupferkessel) und eine Zentralheizung mit warmer Luft in den Gästezimmern.
Um 1828/1829 wurde die Quellfassung neu gebaut. Das Schwefelwasser galt weitherum als heilend. Es wurde nicht nur zum Baden genutzt. Vielmehr tranken die Gäste das Wasser oder atmeten den Dampf des erhitzten Wassers ein. Bis zur Fassung der Quelle S2 (1979) musste das Quellwasser noch erhitzt werden, bevor es zum Baden benutzt wurde.
Ein Hochwasser der Aare überschwemmte das alte Badhaus, das Armenbadhaus, die Gipsmühle und die Wohnung des Fährmanns und machte weitere Erneuerungen notwendig. Für die Kranken aus Bern und aus dem jungen Kanton Aargau war das Armenbad da, um das sich eine Badarmenkommission kümmerte. Die Finanzierung erfolgte einerseits durch die Badbesitzer, andrerseits durch Spenden reicher Gäste.
1840 liessen die Besitzer Albert Hünerwadel und Friedrich Grether-Rauschenbach ein «Conversations»- oder Billardhaus bauen. Im Erdgeschoss gab es unter anderem zwei Speisesäle und einen Saal für die Kinder, im Obergeschoss Gästezimmer.
Ein Fortschritt in der Mobilität war 1858 der Bau einer Eisenbahnlinie von Brugg nach Bern mit dem Bahnhof Schinznach Bad. Nun mussten die Gäste nicht mehr lange und unbequem mit der Kutsche anreisen, sondern konnten einfach und schnell per Zug anreisen. Dies war möglich, weil es einen Schnellzughalt in Bad Schinznach gab. Das erleichterte besonders für internationale Gäste die Anreise. Eine neue Blütezeit wurde eingeläutet: 1865 wurden ganze 40’000 Bäder ausgegeben – eine Zahl, die erst wieder Mitte des 20. Jahrhunderts erreicht werden sollte. Das Geschäft lief gut, weshalb weitere Um- und Neubauten möglich waren.

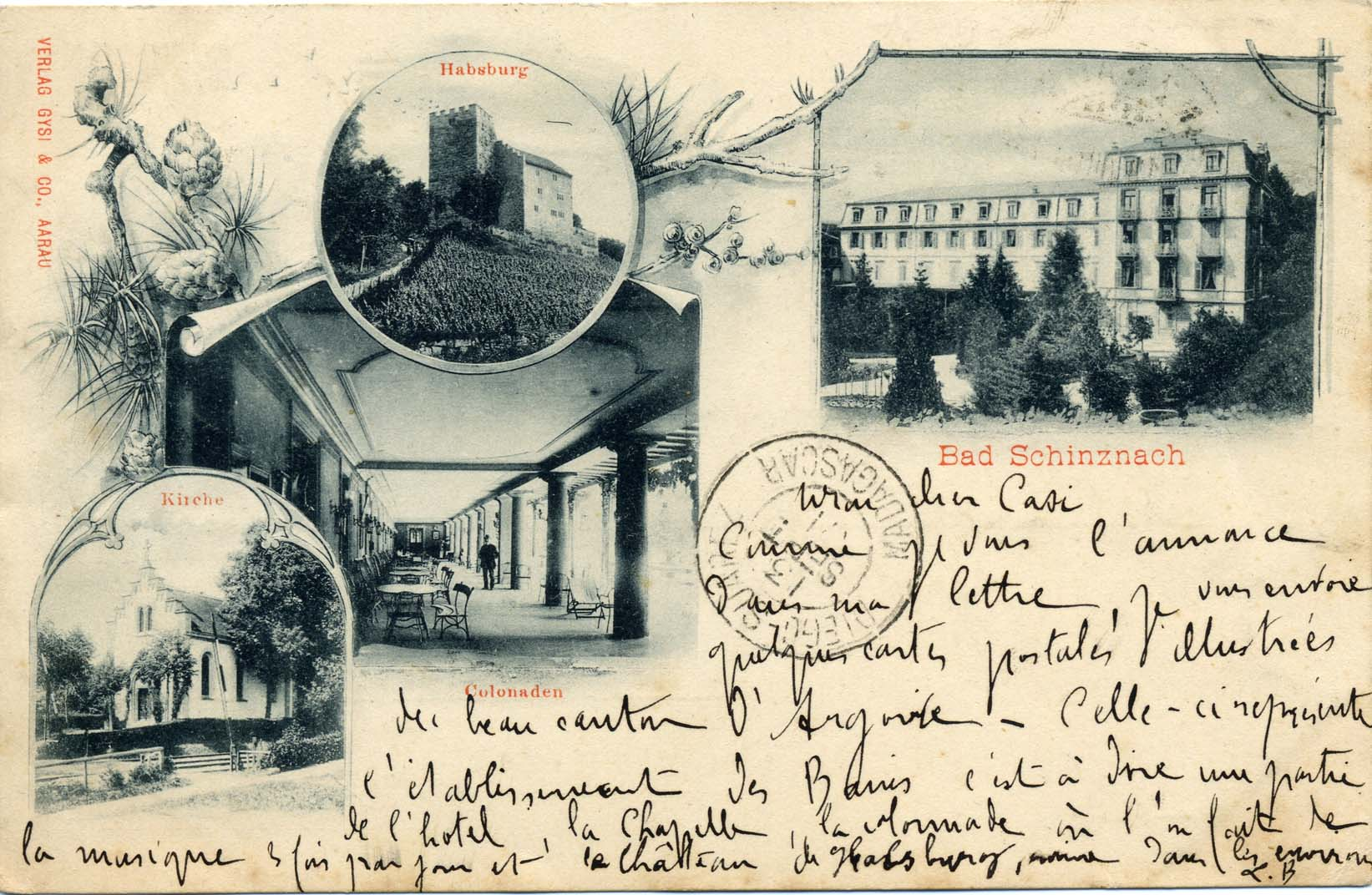
Ansichtskarte Bad Schinznach, 1901 gelaufen nach Madagaskar

Der Deutsch-Französische Krieg brachte 1870/71 einen grossen Einbruch der Gästezahlen. Stattdessen wurden internierte französische Soldaten gepflegt. Um nach ihrer Rückkehr weiterhin attraktiv zu sein, waren grosse Investitionen nötig. 1872 wurde deshalb eine erste Aktiengesellschaft gegründet und die Erneuerung vorangetrieben. Das Billardhaus wurde erhöht und östlich davon der Pavillon du Chemin de Fer angebaut. Man ersetzte das Wasserrad durch eine Turbine, baute ein Süsswasserbad auf der Ostseite und eine Waschanstalt auf der Nordseite. Ausserdem baute man drei grosse Reservoirs um das Badewasser zu erwärmen. Die Kurgäste waren nach wie vor begeistert von Bad Schinznach und spendeten 1881 für den Bau einer Kapelle. 1882 wurde die Quelle erneut neugefasst. 1895 baute man neue Inhalationsräume (Atmiatrie) inklusive einer Trinkhalle, westlich des Rundbaus. Um 1900 wurde ein erster Tennisplatz beim Südgarten errichtet. Das Bad Schinznach war nach wie vor ein angesehener Kur- und Badeort für reiche Gäste aus ganz Europa. Unter anderem gefiel den Gästen auch die idyllische Lage auf dem Land. Oft unternahmen die Gäste auch Ausflüge in die umliegenden Gemeinden, zum Beispiel Brugg, oder besuchten das nahegelegene Schloss Habsburg oder die Klosterkirche Königsfelden.

### 20. Jahrhundert
In der Zeit zwischen 1884 und 1914 kamen viele internationale Gäste, meist aus England, zum Bad. Um diesen attraktiver zu erscheinen, baute man viele unterschiedliche neue Attraktionen wie z. B. einen Tennisplatz, sowie neue Damfkammern und viele neue Bäder. Die Strategie funktionierte und viele unterschiedliche ausländische Gäste tauchten neu auf.

Die Kur- und Hotelanlage Bad Schinznach auf einer Luftaufnahme von Walter Mittelholzer 1928

Vor dem Ersten Weltkrieg, im spätem 19. Jahrhundert, kamen grosse Scharen von illustren und reichen Gäste aus ganz Europa zu der Anlage (vornehmlich aus Frankreich sowie England). Meistens kamen sie zu einem mehrwöchigen, in manchen Fällen mehrmonatigen Aufenthalt. Während des Ersten Weltkriegs verlor die Anlage ab 1914 viele ihrer Gäste. Stattdessen zogen Internierte ein. Schon vor dem Ende des Ersten Weltkrieges begannen die Eigentümer der «Firma Amsler & Co Schinznach Bad» darüber nachzudenken, wie sich das Bad entwickeln solle. 1918 wurden von den Zürcher Architekten Pestalozzi und Schucan Pläne für einen Neubau im Heimatstil gemacht, aus finanziellen Gründen allerdings nie realisiert.
In der Zeit von 1928/1929 erbaute die Bad Schinznach AG die Pension «Habsburg». Damals veränderte sich auch das Verhalten der Gäste deutlich. Sie wollten lieber im Freien baden. Um den neuen Erwartungen zu entsprechen, wurden neue Golf- und Tennisplätze angelegt. Diese lockten viele Besucher aus dem ganzen Kanton an und machten Bad Schinznach zu einem beliebten Ausflugsziel für gehobene Schichten. 1934 wurde die «Atmiatrie» für die Inhalationstherapien westlich des Rundbaus abgebrochen. Im Jahr darauf wurde der Park nach den Plänen des bekannten Zürcher Landschaftsarchitekten Otto Mertens umgestaltet. 1956 wurde das neue Habsburgbad- oder Passantenbad eingeweiht. Gleichzeitig wurde die bisherige «Pension Habsburg» in «Kurhotel Habsburg» umbenannt.

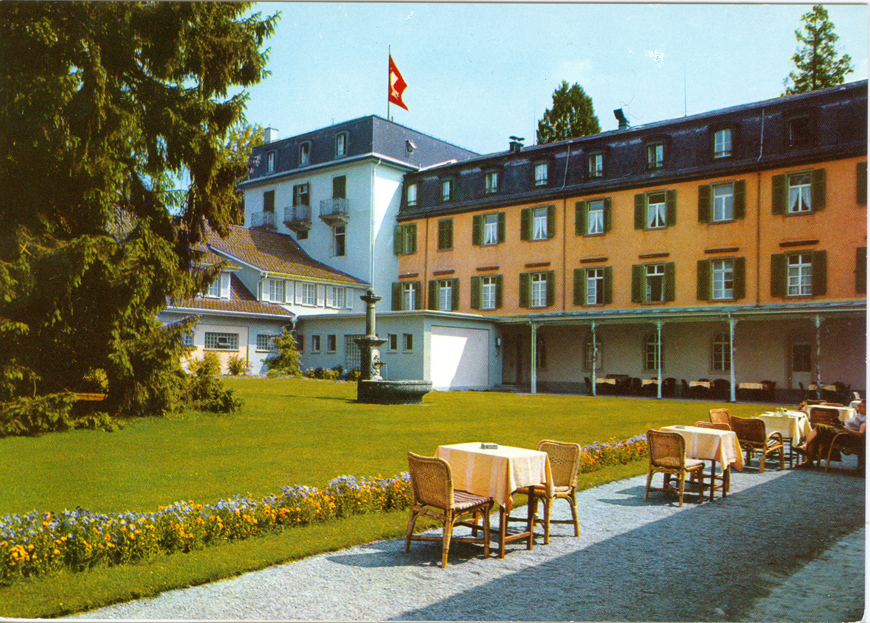
Ostflügel in den 1960er-Jahren

1965 erfolgte die Ausgliederung der Spitalabteilung in eine gemeinnützige Stiftung, welche fortan die Rheumaklinik Schinznach Bad betrieb. Diese setzte auf die Behandlung von verschiedenen Beschwerden, wie zum Beispiel Rheuma, Knochen- sowie Gelenkschmerzen, Hautkrankheiten oder Entzündungen. Durch die Abtrennung wurde es möglich, auf der Grundlage des schweizerischen Rheumagesetzes öffentliche Gelder zu erhalten. Gleichzeitig konnte sich die Aktiengesellschaft auf den Hotel- und Kurbetrieb fokussieren. 1969 sprach der aargauische Grosse Rat einen Kredit für die Erneuerung der aargauischen Heilbäder. Noch im selben Jahr erfolgte der Spatenstich für die neue Klinik, die 1972 die ersten Patienten aufnahm. Nach drei Wochen waren alle Betten besetzt.

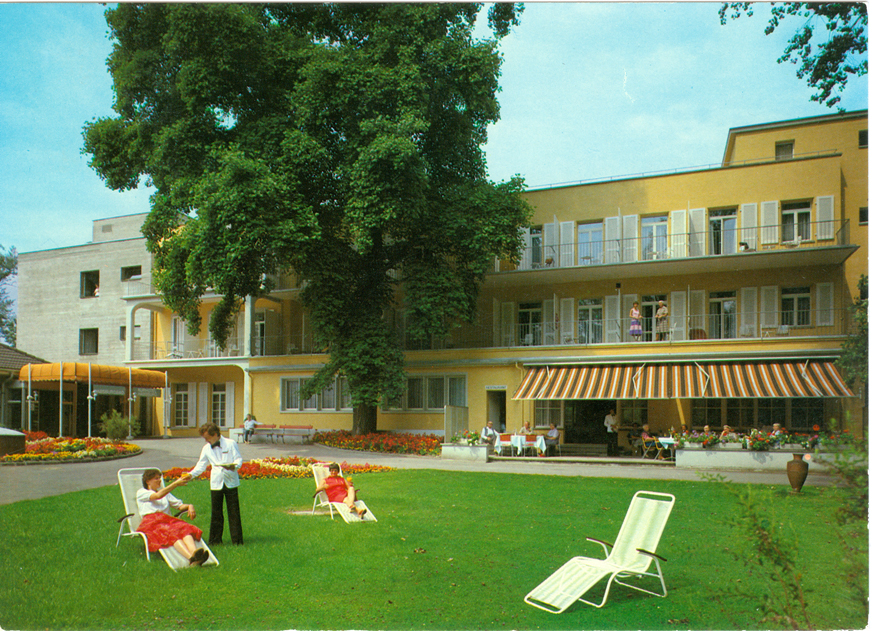
«Kurhotel Habsburg», 1970er-Jahre

In den 1970er-Jahren geriet die Bad Schinznach AG in existenzielle Schwierigkeiten. Innerhalb weniger Jahre sanken die Logiernächte um 20 %. Gleichzeitig verfolgte die Aargauische Regierung für die Autobahn eine Linienführung über das Areal der Gesellschaft. 1976 wurde der überalterte Verwaltungsrat neu besetzt, unter anderem mit Robert Barth (Rivella-Gründer). Dank ihm erhielt das Bad einen neuen Aufschwung. Im Frühling 1977 orientierte der neue Verwaltungsrat die Aktionäre über die schwierige Ausgangslage. Der «Cashflow» lag praktisch bei Null, die hohe Verschuldung drückte und verunmöglichte Investitionen. Diese wären aber dringend notwendig gewesen, um die Hotelanlagen zeitgemäss zu erneuern. Nach harten Auseinandersetzungen stimmten die Aktionäre dem Sanierungsplan zu: Das Aktienkapital wurde erhöht und im ehemaligen Hofratsgebäude nach Plänen von Otto Glaus ein offenes Thermalschwimmbad «Thermi» gebaut, das 1978 seinen Betrieb aufnahm. Gleichzeitig wurde vom bisher reinen Sommer- auf einen Ganzjahresbetrieb umgestellt. Ab 1977 blieb zunächst die «Pension Habsburg», ab 1981 auch das «Parkhotel» ganzjährig geöffnet. Eine neue Quellfassung lieferte pro Minute 500 Liter Schwefelwasser mit einer Temperatur von 39°. 1980 wurde der alte Ostflügel abgebrochen und durch einen eingeschossigen Speiseraum ersetzt.
1988 wurde das «Parkhotel» renoviert und unter dem neuen Namen «Kurhotel» wieder eröffnet. Zugleich stimmte die Generalversammlung einer Bilanzbereinigung zu. Der Brugger Unternehmer Hans-Rudolf Wyss stieg als Grossaktionär (ab 1993 Verwaltungsratspräsident) ein und trieb die Realisierung des neuen Konzepts voran. Das Aktienkapital wurde von 6 auf 10,8 Millionen Franken erhöht. Dadurch waren die Voraussetzung für die notwendigen Bankkredite zur Realisierung des neuen Konzepts geschaffen. Die «Pension Habsburg» wurde geschlossen. 1989 erfolgte die betriebliche Entflechtung zwischen der Bad Schinznach AG und der Rheumaklinik Schinznach Bad. Der kantonale Grosse Rat sprach dazu einen Staatsbeitrag von 2,5 Millionen zum Erwerb des alten «Habsburgbads» durch die Stiftung. Das Gebäude des früheren Hotels wurde später an den Kanton vermietet, der 1991 darin eine Schule für Physiotherapie einrichtete.
Am 3. November 1991 wurde das «Thermi II» unter dem Namen «Aquarena» eröffnet. Ein neues Parkhaus entlastete die Kuranlage vom Verkehr. 1993 wurde der Rundbau ausgeräumt und komplett erneuert. Im Empirefügel wurde währenddessen der erste Teil der Rehabilitationsklinik «Privat-Klinik Im Park» eingerichtet. 1994 wurde im Rundbau der zweite Teil eröffnet. 1996 wurden die Massena-Scheune saniert und Geschäfte, Verwaltungsräume und eine Bar gebaut. 1999 wurde die Pitch & Putt-Kurzgolfanlage eröffnet.

### 21. Jahrhundert

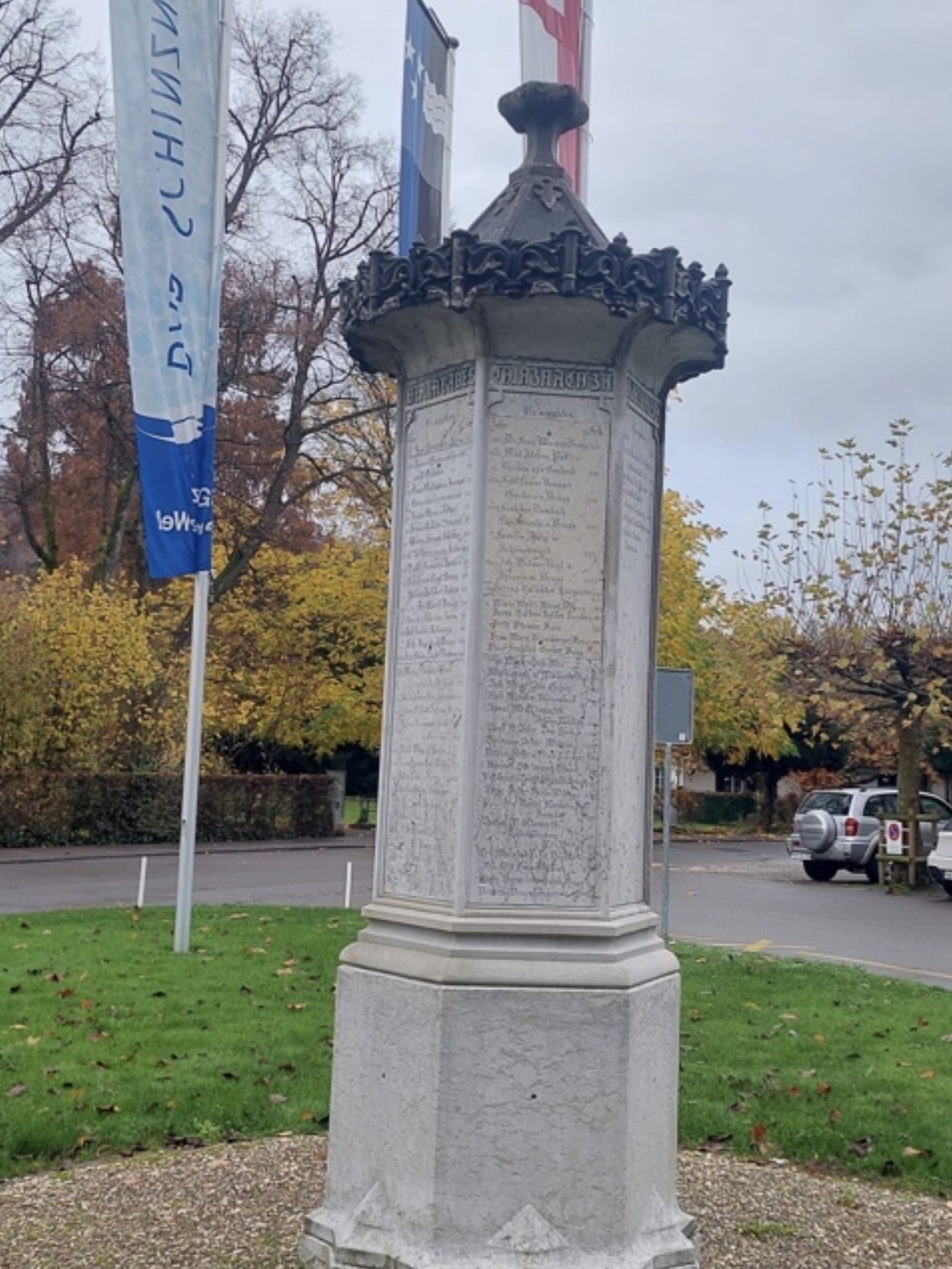
Säule mit Namen der Sponsoren vom Armenbad

Im Jahr 2000 wurde die Klinik Meissenberg übernommen und 2001 saniert. 2002 lag der Umsatz erstmals über 30 Mio. CHF. 2004 trat der neue Gestaltungsplan in Kraft, der das bauliche Entwicklungspotential der Anlage festlegte. 2006 wurde die Wärmepumpe des Thermalbades erneuert, die den Heinzölbedarf massiv reduzieren half. Als im gleichen Jahr die Erneuerung der betriebseigenen Wäscherei anstand, entschied der Verwaltungsrat stattdessen, die Wäschereifirma «Eclipse AG» in Arlesheim zu übernehmen und die Reinigung der Wäsche an eine Tochterfirma auszulagern. Zwei Jahre später wurde die Firma an die «Wäscherei Schwob AG» abgetreten, gegen eine Minderheitsbeteiligung an der neuen Firma.
2008 löste Daniel Bieri den bisherigen Direktor Paul Fehr ab, der seit 1991 CEO war. Nach der Finanzkrise 2008 folgten schwierige Jahre. Trotzdem wurde investiert und das «Thermi» geschlossen und im Oktober 2011 als «Thermi Spa» neu eröffnet. Neben einem Outdoorbecken gibt es nun einen grossen Wellness- und Saunabereich. Der Therapiebereich wurde 2017 umfassend erneuert und gleichzeitig erfolgte der Baustart beim «Haus Habsburg». 2019 wurden rund 5 Mio. CHF in die Erneuerung der Saunalandschaften investiert. Der gesamte Badebereich musste 2020 wegen der Covid-19 Massnahmen geschlossen werden und in den Kliniken, im Kurhotel gab es weniger Patienten und Gäste. Aufgrund der unsicheren Lage musste das Bauprojekt für einen neuen Hoteltrakt verschoben werden. Am 22. November 2022 genehmigte der Stadtrat Brugg die Teiländerung des Gestaltungsplans «Kurbauzone», womit die planungsrechtlichen Voraussetzungen für die Realisierung vorliegen.

## Bad Schinznach AG
Eigentümerin und Betreiberin der Kur- und Hotelanlagen Bad Schinznach ist die Bad Schinznach AG. Die Aktiengesellschaft wurde 1922 gegründet, doch reichen die Wurzeln des Unternehmens bis 1696 zurück, was sie zu einer der ältesten Firmen des Kantons Aargau bzw. der Schweiz macht. Geführt wird sie von Daniel Bieri, dem Vorsitzenden der Geschäftsleitung und Hans-Rudolf Wyss, dem Verwaltungsratspräsidenten der Bad Schinznach AG, welcher als Eigentümer der Wyss Gruppe AG mit 56,6 % der Aktien Hauptaktionär ist. Die Relag Holding ist mit 13,8 % beteiligt und der Rest gehört über 800 Einzelaktionären. Der Bad Schinznach AG gehören auch die 100%ige Tochterfirma Klinik Meissenberg und zu 38,1 % die Schwob AG.

### «Thermi Spa»
Das «Thermi» wurde im Februar 1978 nach Plänen von Otto Glaus im ehemaligen Hofratsgebäude eröffnet. Mit seinem Aussenbecken läutete es eine neue Epoche in Bad Schinznach ein. Dank moderner Wasseraufbereitung war der frühere Schwefelgeruch nicht mehr wahrnehmbar. Im Frühling 1979 wurde das Gebäude um eine Saunaeinrichtung mit Massageräumen und Solarien erweitert. 2011 wurde das «Thermi» nach umfassender Erneuerung unter dem neuen Namen «Thermi Spa» wieder eröffnet. Es verfügt heute über:
- ein Thermalwasserbecken mit Sprudelliegen und Whirlpool
- zwei Saunen
- einen Erdlehmraum
- gewärmte Steinliegen im Orient Cocon
- einen Dampf-Cocon mit aromatischen Düften[19]

### «Aquarena fun»

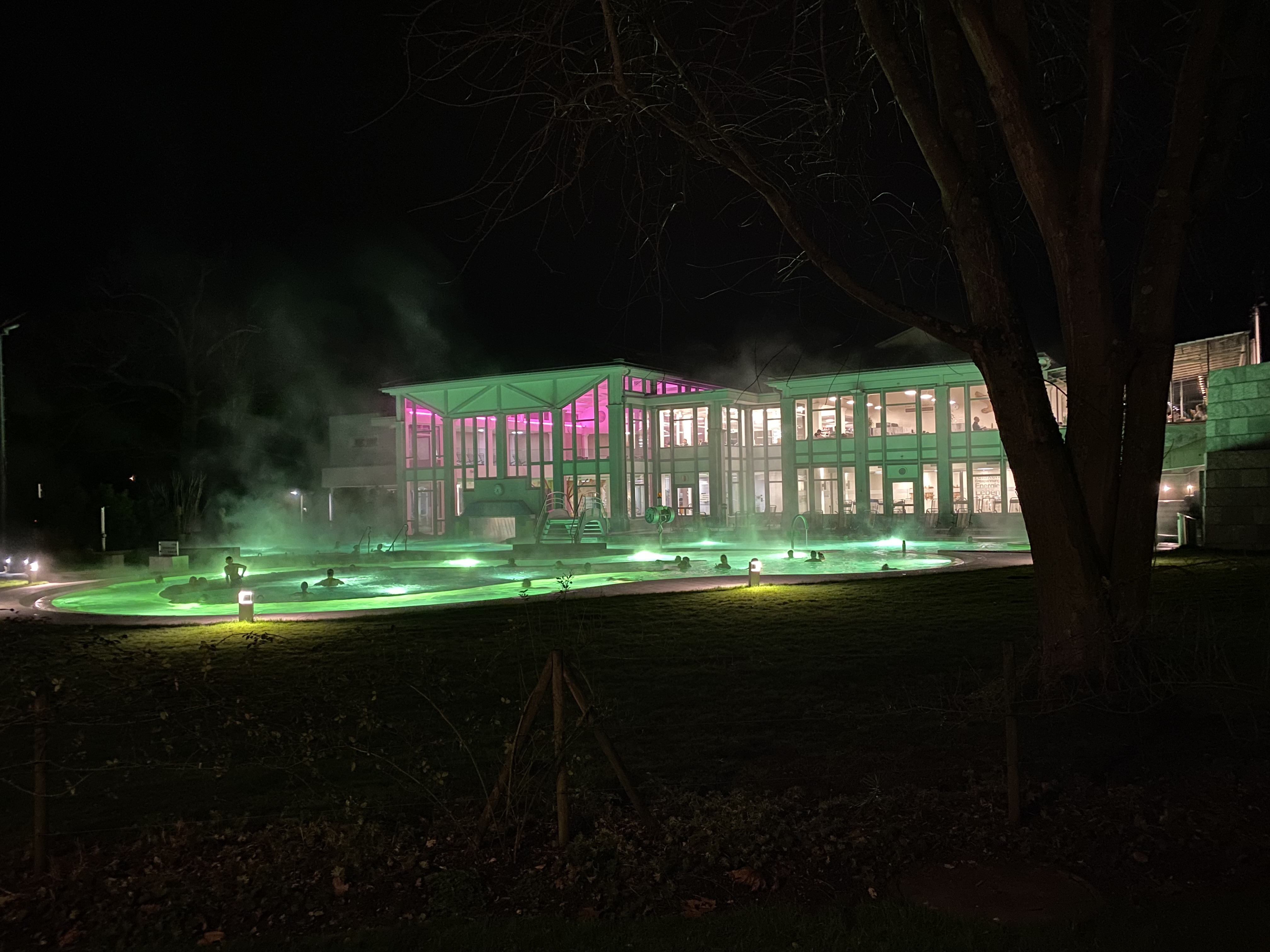
Aquarena in Bad Schinznach

Am 3. November 1991 wurde das «Aquarena», ursprünglich «Thermi II», eröffnet. Es bot eine Wasserfläche von rund 610 Quadratmetern und verschiedene Attraktionen. Zu dieser Zeit gab es noch nicht viele Wellnessbäder in der Schweiz, die sich unter anderem an Jugendliche richteten und lockte Gäste weit über die Kantonsgrenzen an.
Im Jahr 2011 wurden die «Aquarena»-Eingangshalle und das Restaurant erneuert. Gleichzeitig wurden im Aussenbereich neue Anlagen gebaut. Heute gehören zum «Aquarena fun»:
- ein Innen- und Aussenbereich mit verschiedenen Whirlpools und Sprudelliegen
- ein Flussbad
- eine Grottenrutsche
- ein 25-Meter-Schwimmbecken mit kaltem Wasser
- eine Saunaanlage
- ein Restaurant[21]

### Privat-Klinik «Im Park»
Die Klinik wurde am 1. April 1993 mit zunächst 27 Zimmern eröffnet. Ziel war es, Rehabilitationsleistungen in einem Hotelambiente anzubieten. Mittlerweile (2023) hat die Klinik 48 Zimmer mit insgesamt 64 Betten für Privat-, Halbprivat- und Allgemeinversicherte. Als anerkannte Rehabilitationsklinik verfügt sie über ein vom BAG anerkanntes Heilbad. Die Klinik ist auf die Betreuung von chronischen Erkrankungen des Bewegungsapparats sowie neurologischen Beschwerden spezialisiert. Die Lage in der Parklandschaft der stärksten und ausgewogensten Schwefelquelle der Schweiz und das Hotelambiente sollen ein geeignetes Umfeld für die Genesung schaffen, was sich in einer hohen Auslastung niederschlägt.

### Kurhotel «Im Park»
Die Hotellerie hat gegenüber früher an Bedeutung eingebüsst. Gab es Anfang des 20. Jahrhunderts noch über 200 Gästezimmer, so verfügt das Kurhotel gegenwärtig (2023) noch über 29 Einzel- und Doppelzimmer sowie zwei Junior Suites. 2018 wurden im Haus «Habsburg» acht 2 1⁄2-Zimmerwohnungen für «Wohnen mit Service» sowie eine Junior Suite eingeweiht werden. In den nächsten Jahren ist ein Hotelneubau geplant.

### «Pitch & Putt»
Die «Pitch und Putt»-Kurzanlage neben dem Kurhotel hat 9 Löcher. Sie wurde vom Golfplatzarchitekten Peter Harradine entworfen und 1999 eingeweiht. Verschiedene Hindernisse wie Bunker, Wasserlöcher, ein Seerosenteich und Bäche sind Bestandteile dieser Golf-Anlage. Daneben gibt es auf dem Areal einen Golfplatz, der seit 1929 durch den Golfclub Schinznach-Bad bewirtschaftet wird. Es handelt sich um den ältesten Golfplatz des Kantons Aargau und einen der ältesten der Schweiz.

### Klinik «Meissenberg»
Die «Klinik im Meissenberg» wurde im Jahre 1926 als Privatsanatorium für Frauen gegründet. Sie wurde von der Menzinger Schwesternkongregation geleitet. Der Schwerpunkt der Behandlung liegt heute noch in der Psychotherapie. Im Jahre 1999 wurde die Klinik Meissenberg an die Bad Schinznach AG verkauft, sie ist heute eine 100%ige Tochterfirma der Bad Schinznach AG. Heute stehen ihr Beatrice Bill-Wyss, Delegierte des Verwaltungsrates der Klinik Meissenberg AG / CEO und Rolf Tanner, CFO der Bad Schinznach AG zusammen mit Peter Peiler, Facharzt für Psychiatrie und Psychotherapie, Medizinischer Leiter vor. Die anerkannte psychiatrische und psychotherapeutische Spezial- und Akutklinik für Frauen verfügt über 74 Betten, verteilt auf 5 Abteilungen.

## Hotel und Kuranlage

### Alte Quelle
Die Quelle wurde 1700 von Samuel Jenner erfasst und liegt auf dem Vorplatz der ehemaligen Pension „Habsburg“ und der Reha-Klinik. Durch den Bau eines neuen öffentlichen Bades senkte sich der Wasserspiegel der Quelle. Dr. Prof. Albert Heim liess 1882 die Quelle auf den Felsgrund hinabtreiben, um das Eindringen des Grundwassers zu verhindern. Heute ist die Quelle von einem modernen Schutzdach geschützt.

### Donatorenstein
Der Donatorenstein ist eine neugotisch verzierte Marmorsäule, welche als Dank an die Spenderdes Armenbad Schinznach errichtet wurde. Jene Dankessäule wurde im Jahr 1847 von der aargauerischen Regierung in diesem Bad aufgestellt. Der stelenartige Stein mit sechseckigem Schaft, Spitzhelm und Kreuzblume verzeichnet die Namen der Spender von 1775 bis 1947 auf sechs Tafeln. Im 20. Jh. wurde der Stein vom Rundbauhof in die Nähe des ehemaligen Armenbads und der Pension "Habsburg" verlegt und um das Jahr 2000 noch einmal an eine prominentere Stelle auf dem Innenhof.

### Die beiden Jennerbauten

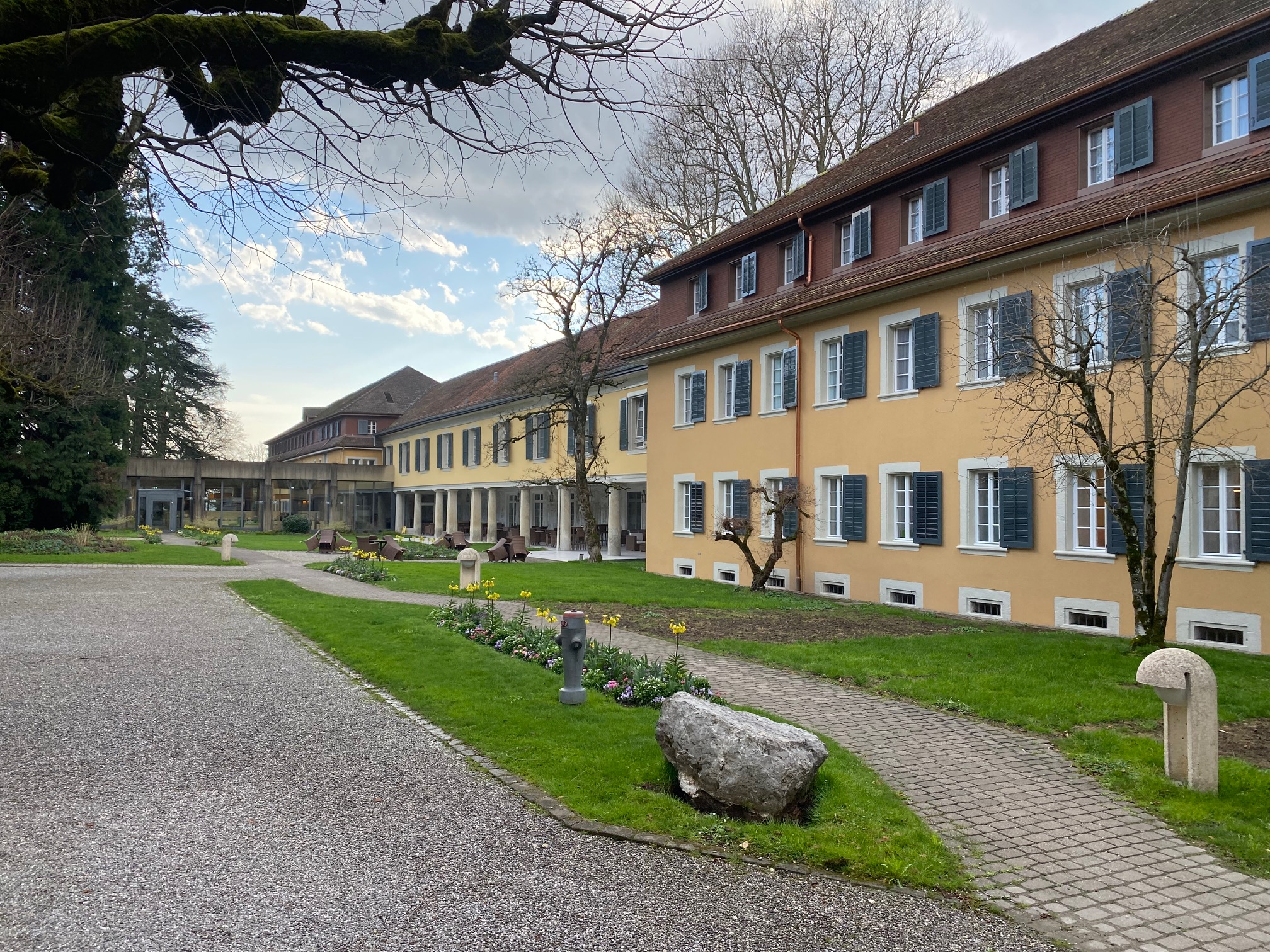
Die Jennerbauten von Nordosten mit der Kolonnade im Erdgeschoss

Die ältesten Bauten sind die zwei dreistöckigen Gasthäuser, von Samuel Jenner erbaut. Es handelt sich zum zwei in einer Flucht liegende stattliche Rechteckgebäude unter Mansarddächern. 1696 erfolgte der Bau des ersten, südlich gelegenen Gebäudes. Der Betrieb florierte und 1703/04 erfolgte der Bau des nördlichen Gebäudes. 1706/08 wurden beide durch einen Zwischentrakt verbunden. Dadurch ein angenehmer Aufenthaltsbereich im Osten geschaffen werden, der von der Aareseite abgewandt lag, die im 18. Jahrhundert sumpfig und Mücken geplagt war. Östlich an den Zwischentrakt schliesst die Kolonnade an. Im ersten Stock befand sich der berühmte Saal, wo sich die Helvetische Gesellschaft jeweils getroffen hatte. In der zweiten Hälfte des 20. Jahrhunderts wurde eine Zwischendecke eingezogen und Zimmer eingebaut. Westlich an die beiden Jennerbauten schliesst der Rundbau von Hans Konrad Stadler an. Entlang des Zwischentrakts befand sich früher die Hotelvorfahrt, die 1946 zur neuen Hotelhalle umgebaut wurde.

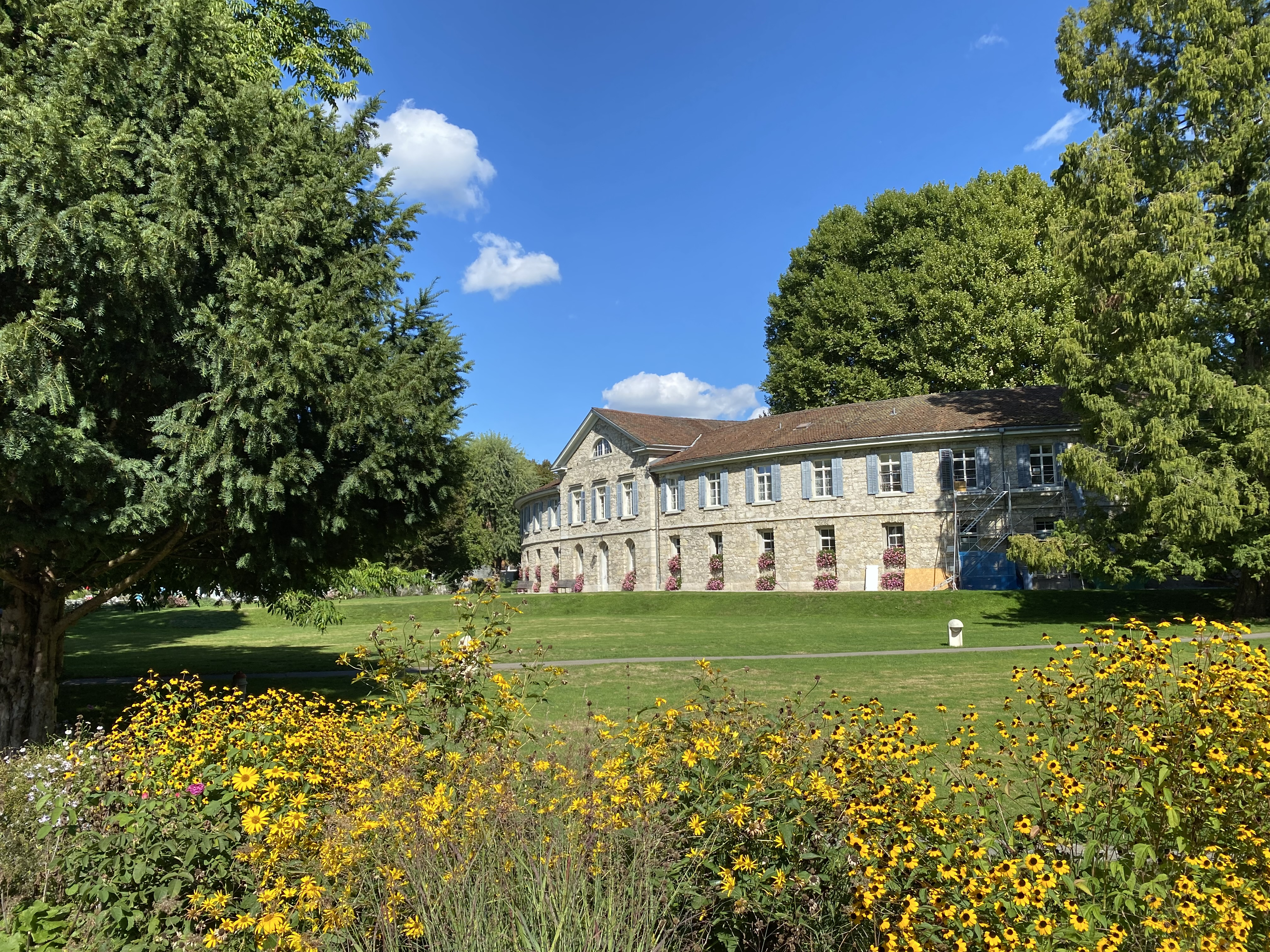
Der Rundbau von Hans Konrad Stadler von Südwesten

### Rundbau
An die Jennerbauten schliesst sich der 1824/27 von Hans Konrad Stadler erbaute klassizistische halbrunde Ringbau an. Im Erdgeschoss befindet sich ein tonnen- und kreuzgewölbter durchgehender Mittelkorridor. An den Enden und im Scheitel Risalite mit Dreieckgiebeln und hohen Rundbogenfenstern im Erdgeschoss. Der Scheitelrisalit im Innenhof verfügt über einen Balkon, der auf vier dorischen Säulen ruht. Die beiden Geschosse werden durch ein Gurtgesims getrennt. Ursprünglich war das ganze Gebäude verputzt. In den Dreissigerjahren war der Verputz auf der Aussenseite schadhaft und wurde entfernt und aus Kostengründen nicht wieder ersetzt. Über die Jahre wurde der unverputzte Rundbau zu einem wichtigen Markenzeichen von Bad Schinznach. 1994/95 wurde der Verputz auch auf der Innenseite entfernt – diesmal "unter Protest der Denkmalpflege". Ursprünglich befanden sich im Erdgeschoss links und rechts des Mittelkorridors einzelne Badezimmer mit fliessendem warmen und kalten Wasser, heute hauptsächlich Therapiezimmer. Im Obergeschoss befinden sich grosszügige Patientenzimmer.

### Massenascheune
Die Massena-Scheune, welche 1707 erbaut wurde, liegt nordöstlich der Jennerbauten. Der Mauerbau ist auffällig und symmetrisch gegliedert. Im Norden wird die Fassade durch einen Treppengiebel abgeschlossen. Auf beiden Längsseiten befinden sich zwei grosse mit Mustern verzierte Rundbogentore. In beiden Rundbogentoren, wurden rechtwinklige Türen eingebaut. In der Fassadenmitte ist ein kleines Rundbogentor mit Baudatum. Im Innern befinden sich heute Geschäfts- sowie Sitzungslokale. Der Name erinnert an den französischen General André Massena, der 1799 mit seinem Stab in Bad Schinznach logierte, als die napoleonischen Truppen an der Limmat kämpften.

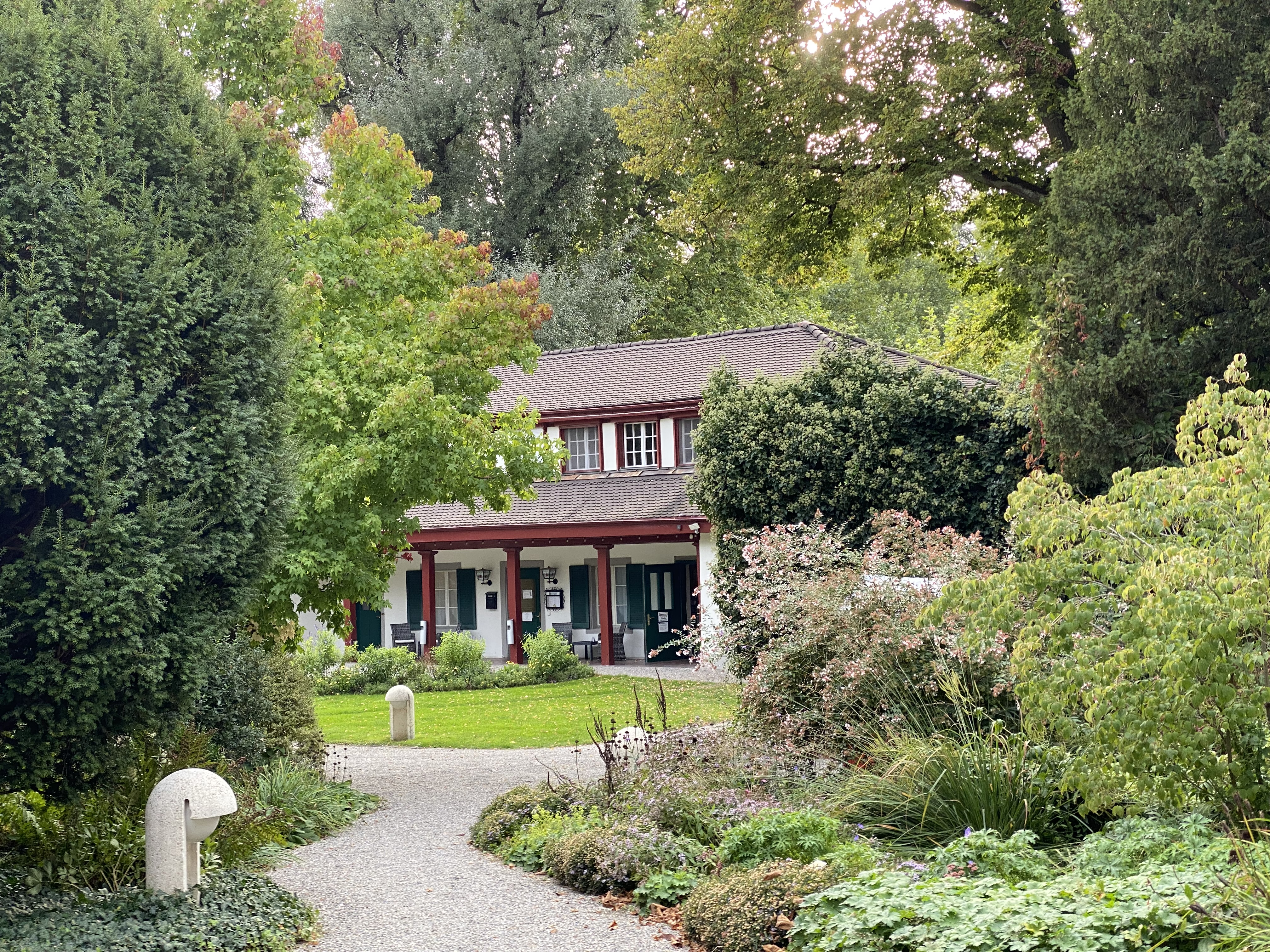
Restaurant Badstübli in der Kuranlage Bad Schinznach

### Badstübli
Das Restaurant Badstübli befindet sich südlich des Rundbaus. Es ist ein originell gestaltetes, klassizistisches Nebengebäude, welches zusammen mit dem Rundbau wohl ebenfalls nach Plänen von Hans Konrad Stadler 1826 als Wäscherei und Metzgerei für den grossen Gastbetrieb des Hotels errichtet wurde. Das langgestreckte Gebäude hat ein flach geneigtes Walmdach. Das Erdgeschoss ist teilweise mit Muschelkalk dekoriert. An der Ostseite befindet sich eine fünfwöchige Laube mit kapitellbesetzten Holzpfeilern. An der südlichen Schmalseite wurde ein drittes Fenster zugemauert, seither steht dort der Name des bis heute existierendes Restaurants aufgemalt. Seit 1935 befindet sich darin das Restaurant "Badstübli". Der damals eingerichtete Liegeraum für Tagesgäste des Bades wurden später aufgehoben.

### Maschinenhaus
1872–73 wurde das dreistöckige Gebäude erbaut für die Versorgung des Kurbads. Seit 1863 befand sich das Bad im Besitz von Alexander Hünderwadel aus Lenzburg und Julius Bürkli aus Rapperswil. 1872 wurde die erste Aktiengesellschaft gegründet, und die ganze Anlage modernisiert. Das bis dahin bestehende Wasserrad über dem Badkanal wurde durch eine Turbine ersetzt, die Pumpen, Ventilatoren und die Transmission der Reparaturwerkstätte in Betrieb setzte. Im ersten Obergeschoss des Kopfbaus wurden Glätterei und Trockenraum untergebracht, im zweiten Obergeschoss grosse Reservoirs, in denen man das Mineralwasser durch Dampf aus zwei Kesseln erwärmte, um es anschliessend in die Bäder im westlich gelegenen Rundbau fliessen zu lassen. Heute wird das Maschinenhaus als Werkstatt gebraucht und ist im Bauinventar der Denkmalpflege aufgeführt.

### Kurkapelle

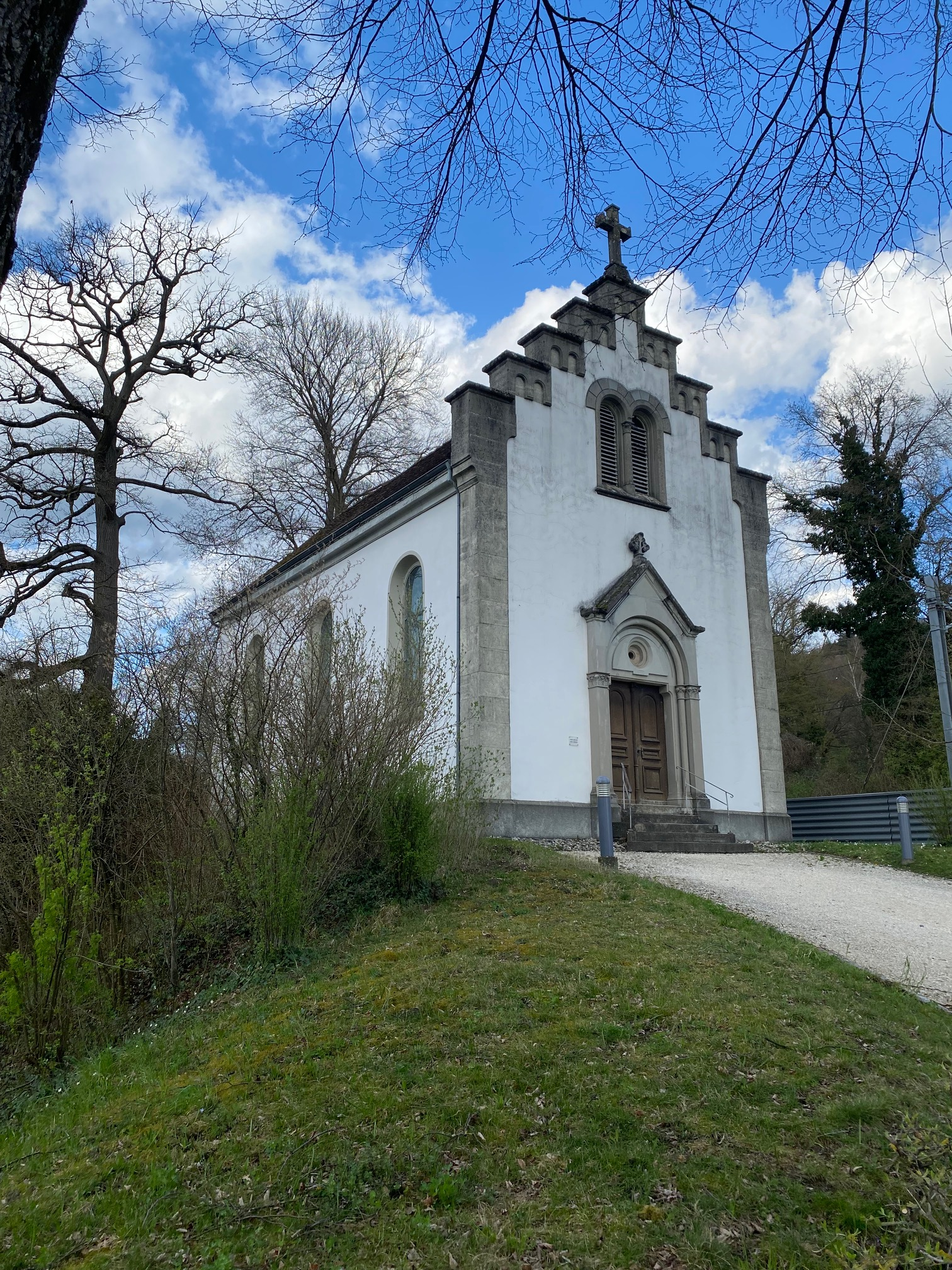
Die Kurkapelle von Schinznach Bad

Die 1880/81 nach Plänen des Badener Architekten Robert Moser errichtete Kurkapelle ist im Rundbogenstil erbaut und Teil des Kurensembles von Bad Schinznach. Der Kleinbau besitzt eine schmucke Treppengiebelfront. Die Aussenwände sind weiss und das Ziegeldach ist nach oben spitz zulaufend. Die Kurkapelle entstand durch Spenden der Kurgäste und wurde durch beide Konfessionen genutzt. 1998/99 erfolgte die Umgestaltung in eine „Hochzeitskapelle“. Dabei wurde die zeitgenössische Dekorationsmalerei zum Leidwesen der Denkmalpflege durch Tatjana Tiziana neu bemalt. Von der ursprünglichen Innenausstattung sind heute noch der Altar, die Kanzel und die Kirchbänke mit gusseisernen Wangen erhalten.

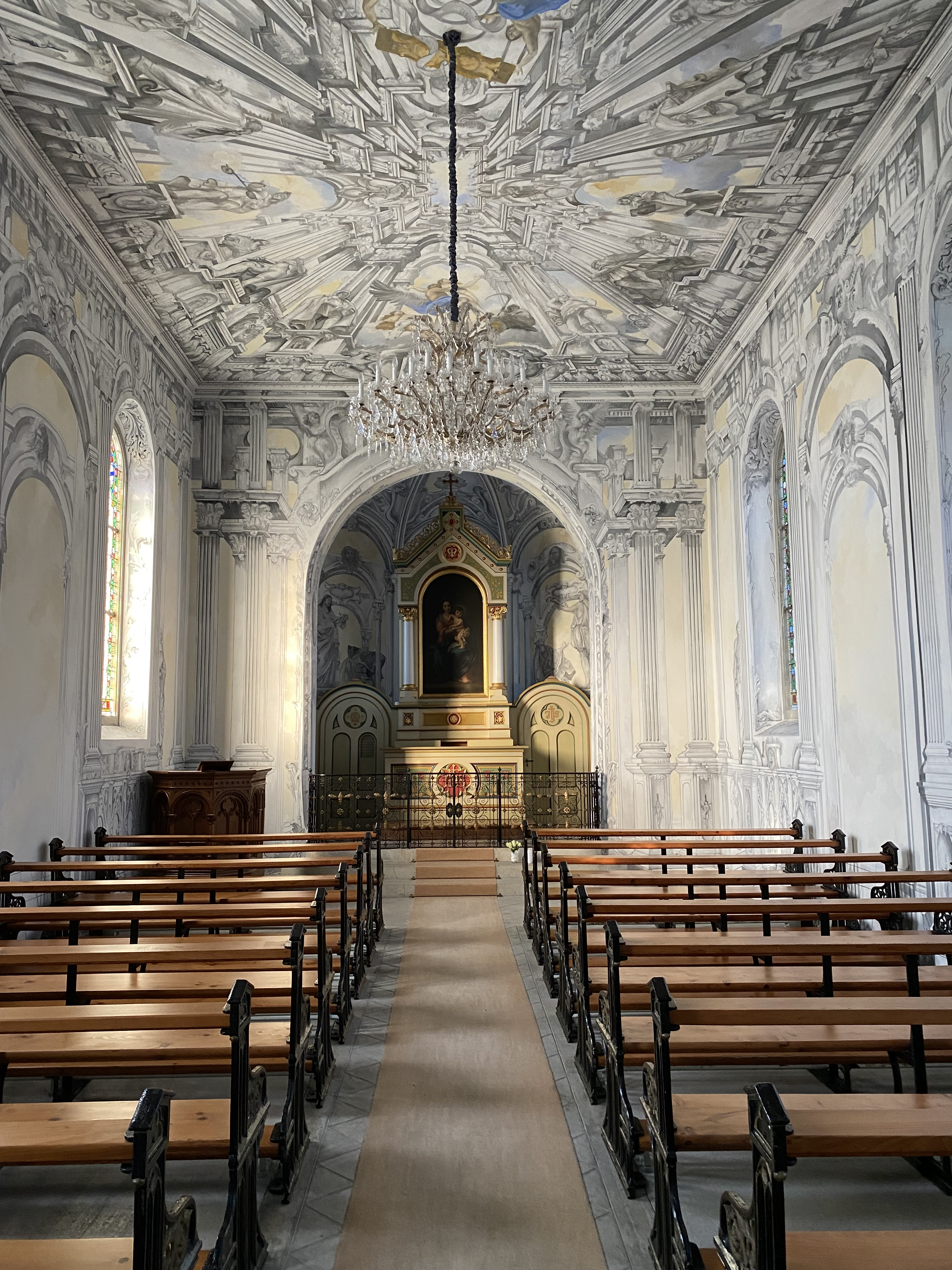
Das Innere der Kurkapelle mit der Malerei von Tatjana Tiziana

## Trivia
- Der berühmte französische Komponist Paul Marie Théodore Vincent d’Indy (1851–1931), einer der Wegbereiter der musikalischen Hochblüte in Frankreich um die Jahrhundertwende und in den Jahrzehnten danach, besuchte anlässlich einer Reise nach Bayreuth 1882 Bad Schinznach. Der Aufenthalt gefiel ihm so gut, dass er 1884 in Paris einen Zyklus von drei Konzertwalzern für Klavier Opus 17, betitelt "Helvetia" veröffentlichte. Darin enthalten ist ein Walzer namens Schinznach als Reminiszenz an seinen Besuch im Kurort, die übrigen beiden heissen Aarau und Laufenburg.[32][33]
- In der beliebten Fernsehserie Der Bestatter mit Mike Müller als Luc Conrad war Bad Schinznach 2018 ein Drehort. An zwei Tagen wurden mehrere Szenen für die Folge "Spiel mit dem Feuer" der siebten Staffel gedreht.[34]